# 索河畔维尔
索河畔维尔（法語：Ville-sur-Saulx，法語發音：[vil syʁ so]）是法国默兹省的一个市镇，属于巴勒迪克区。

## 地理
索河畔维尔（48°42'47"N, 5°3'34"E）面积4.07 平方千米，位于法国大東部大區默兹省，该省份为法国西北部内陆省份，北与比利时接壤，西接马恩省和阿登省，南至上马恩省和孚日省，东临默尔特-摩泽尔省。
与索河畔维尔接壤的市镇（或旧市镇、城区）包括：巴鲁瓦地区布里永、利勒昂里戈、索德吕、索河畔特雷蒙。

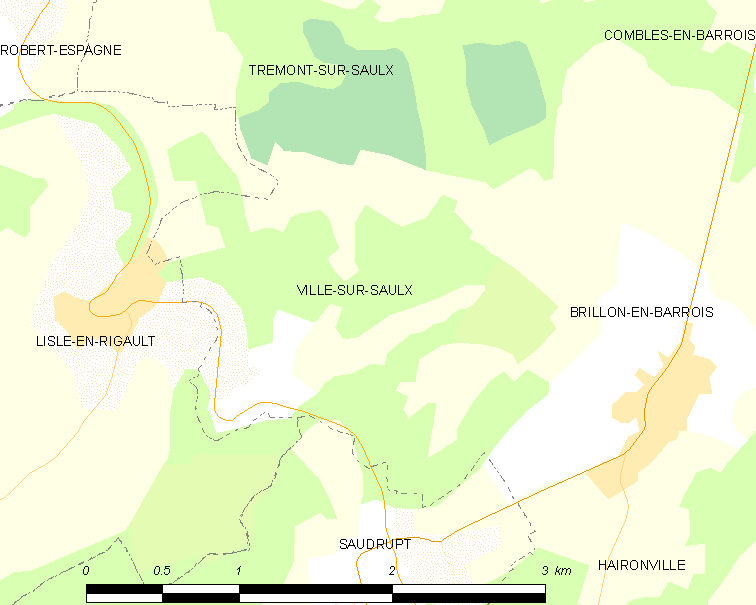
索河畔维尔的OSM定位图

索河畔维尔的时区为UTC+01:00、UTC+02:00（夏令时）。

## 行政
索河畔维尔的邮政编码为55000，INSEE市镇编码为55568。

## 政治
索河畔维尔所属的省级选区为昂塞维尔县。

## 人口

1962-2008年间索河畔维尔人口变化图示

索河畔维尔于2022年1月1日时的人口数量为278人。